# Engelsina Markizova
Engelsina « Gelya » Sergeyevna Markizova (russe : Энгельси́на Серге́евна Маркизова), née Engelsina Ardanovna Markizova (russe : Энгельсина Ардановна Маркизова) plus tard Cheshkova (russe : Чешкова), née le 16 novembre 1928 et morte le 11 mai 2004, est une historienne, orientaliste, spécialiste de l'Asie du Sud-Est et candidate en sciences historiques. Enfant, elle devient célèbre après avoir été photographiée en train d'embrasser le dirigeant soviétique Joseph Staline,, une image qui devient l'un des symboles de propagande les plus durables de l'ère stalinienne, alors répandue dans les écoles, les camps de pionniers et les institutions pour enfants.
Plus tard, Markizova devient une orientaliste, spécialisée dans la Chine et l'Inde. Elle se marie deux fois et a trois enfants. Elle apprend, comme le reste de la Russie, l'étendue du règne sanglant de Staline après sa mort. Markizova meurt d'une crise cardiaque en mai 2004, alors qu'elle est en vacances avec son fils à Antalya, en Turquie. Elle avait 75 ans.

## Biographie

### Jeunesse
Gelya est née en 1928 d'un vétéran de la guerre civile, soviétique bouriate-mongol, personnalité du parti et du gouvernement, Ardan Markizov (ru) (1898-1938) et Dominika Fedorovna Markizova. La famille vit à Verkhneudinsk (aujourd'hui Oulan-Oudé) dans une maison de la rue Staline. Depuis 1936, son père est commissaire du peuple à l'agriculture de la province autonome bouriate-mongole et deuxième secrétaire du Comité régional bouriate-mongol du Parti communiste de toute l'Union (bolcheviks). Sa mère est la fille d'un cosaque de Transbaïkalie, Fiodor Pouchkarev, qui reçoit une montre en or en cadeau de l'empereur Nicolas II lors de son voyage en Sibérie en 1896. Engelsina a un frère aîné, Vladlen (1926-1998), né dans le village de Bargouzine.
Gelya est nommée d'après le théoricien communiste Friedrich Engels, et son frère Vladlen est nommé d'après Vladimir Lénine. La maison des Ardanov a une grande bibliothèque, et leur maison de campagne est située à côté de la maison de campagne du commissaire du peuple aux finances de la RSSA bouriate-mongole, Batozhargal Bazaron, dont les enfants sont amis avec Gelya.

### Rencontre avec Staline
En janvier 1936 (à l'âge de 7 ans), elle figure sur une photo avec Joseph Staline. Cette photo est utilisée à des fins de propagande après qu'elle eut rencontré Staline lors d'une cérémonie officielle au Kremlin et lui eut offert un bouquet de fleurs sur lequel on pouvait lire : « Ces fleurs sont pour le camarade Staline, de la part des enfants de la République bouriate-mongole ». Staline la prit alors dans ses bras, tandis que les appareils photo du monde entier capturaient cette image désormais emblématique. La photo est publiée en première page des Izvestia le 1er mai, puis le 26 juin dans la Pravda, le journal du Parti communiste. L'image se répand après sa publication, dans les jardins d'enfants, les hôpitaux et les écoles de toute l'Union soviétique. Elle est ensuite réalisée en sculpture de marbre par Gueorgui Lavrov, sculpteur renommé de l'époque, ce qui propulse Markizova vers une célébrité immédiate et lui vaut un traitement de faveur à l'école et lors des réunions du Parti communiste.
En 1937, son père, fonctionnaire provincial de Bouriatie, est enlevé de leur domicile par des agents de la police secrète, accusé d'être un espion japonais et un trotskiste. Malgré les appels à la clémence de sa mère auprès de Staline, par l'intermédiaire d'Engelsina Markizova, il est exécuté en juillet 1938 sous la fausse accusation d'espion japonais, de trotskiste, de terroriste et de complot subversif contre Staline. Devenue fille d'un ennemi du peuple, Markizova se retrouve rejetée par ses camarades de classe tandis que sa mère est emprisonnée pendant un an et finalement déportée au sud du Kazakhstan, où elle meurt à l'âge de 32 ans dans ce qui est décrit comme un « accident mystérieux », « un meurtre sur lequel les autorités n'ont jamais enquêté », ou un suicide. Orpheline, Markizova vit chez des proches à Moscou. À ce stade, plutôt que de supprimer ou de modifier ses photos, les propagandistes soviétiques décident qu'il est plus facile de fausser délibérément l'identité de la jeune fille représentée plutôt que de supprimer toutes les photos, sculptures et mosaïques. Par conséquent, la jeune fille sur la photo sera officiellement identifiée comme Mamlakat Nakhangova, une jeune tadjike décorée de l'Ordre de Lénine pour son travail de cueilleuse de coton. Les images commencent à disparaître progressivement après 1953, avec la montée de la déstalinisation.

### École et université
Après la mort de sa mère, Markizova et son frère se rendent à Moscou (vers 1941, alors que Gela a environ 13 ans), car Dominika lui a alors donné des instructions : « S'il m'arrive quelque chose, prends ton frère et va à Moscou, chez ta tante. ». Selon l'éducateur russe Evgueni Yambourg, « Gela, devenue orpheline, vécut longtemps dans la pauvreté et l'obscurité. ». Selon le publiciste Sergueï Tsyrkun, Markizova « termina dans un centre de détention spécial du NKVD pour les enfants des ennemis du peuple. ».
Selon la fille de Markizova, Lola Komarova, à cette époque, sa tante, qui n'a que 12 ans de plus que Markizova, vit à Moscou avec son mari Sergueï Dorbeev. Selon Komarova, Dorbeev, qui adopte Gelya, est un employé de l'appareil du NKVD de l'URSS « à un poste subalterne, comme quartier-maître » et démissionne « pour le bien de Gelya ». Le couple adopte Gelya et lui donne son nom de famille (Dorbeeva) et un nouveau patronyme (Sergueïevna). Avec son nouveau nom de famille et son nouveau patronyme, Gelya va à l'école située dans la cour de sa nouvelle maison. À l'école, les enseignants et les élèves savent qu'il s'agit de la fille représentée sur les affiches avec Staline. Engelsina dira plus tard : « La première chose que j’ai vue dans l’escalier, c’était un immense portrait d’une jeune fille avec Staline. Ma tante a probablement laissé échapper par hasard au directeur que c’était moi. Un véritable pèlerinage d’enfants a commencé ; tout le monde voulait me regarder. » Lola Komarova, quant à elle, s’en tient à une version légèrement différente : « Peut-être que ma mère elle-même l’a laissé échapper à ce moment-là. Elle n’était pas de nature secrète. ». Cependant, l’écrivain Anatoly Pristavkin, en 2003, raconte une histoire complètement différente à propos de sa conversation avec Engelsina : « Elle m’a raconté comment, à l’école, elle était assise sous un portrait typique et avait peur d’être reconnue et traitée elle aussi. ». Engelsina elle-même se souvient : « Après la mort de ma mère, ma vie était devenue complètement invisible. J’ai été complètement excommuniée de ce portrait. Personne n’avait besoin qu’on lui dise que c’était moi. Parce que personne ne l’aurait cru. J’ai pratiquement oublié cet épisode et j’ai vécu comme une Soviétique ordinaire… »
Bientôt, Markizova s'installe à Iochkar-Ola, où vit sa cousine Geta (Tserima). À cette époque, le stade Spartak de Iochkar-Ola est décoré d'une immense affiche représentant Gelya et Staline. En 1947, elle entre à l'Institut pédagogique d'État de Mari,. À Iochkar-Ola, Markizova fait partie d'un groupe de jeunes, parmi lesquels Yuri Nikolaevich Bashnin, qui deviendra plus tard professeur associé au département de littérature de l'Institut pédagogique de Carélie et candidat en sciences philologiques. Yuri Bashnin se souvient : « J'ai rencontré Gela en 1947 à l'Institut pédagogique d'État de Mari, où nous sommes entrés presque simultanément, mais dans des facultés différentes. Mon ami Vitaly, Engelsina, sa cousine Geta (Tserima) et plusieurs autres garçons et filles formaient un groupe formidable, où des relations chaleureuses et de confiance se sont établies. ». L'ami de Bachnine, Vitaly Bondarevsky (plus tard historien), est amoureux d'Engelsina, mais elle refuse sa demande. En 1948, Engelsina Dorbeeva entre au département d'histoire de l'Université d'État de Moscou (département d'études orientales), où elle étudie avec Svetlana, la fille de Staline. Engelsina en se souvient ainsi : « Nous étudiions dans le même département. Je savais qu'elle était la fille de Staline. Et elle savait que j'étais la fille qui avait assisté à la réception de son père. Mais nous n'avons pas cherché à nous rapprocher d'elle. Si nos pères sont ennemis, comment pouvons-nous communiquer avec elle… » Selon le fils de Markizova, à la mort de Staline, « ma mère a pleuré ». Selon Markizova elle-même : « Tout le monde pleurait. J'avais une fille de huit mois, et j'étais désolée, je pensais : Staline est mort, et elle ne le reverra jamais. »

### Vie adulte
Après avoir obtenu son diplôme universitaire, Markizova est amie avec la future militante du mouvement dissident en URSS, Lioudmila Alexeïeva, qui étudie au département d'histoire de l'Université d'État de Moscou depuis 1945. Elles ont une amie commune, Lida Fursova, avec qui Markizova est amie depuis qu'elle est étudiante.
Selon l'écrivain et orientaliste Kir Boulitchev, après l'université, Markizova travaille dans une école. Plus tard, elle enseigne également le russe à l'université, travaille au ministère des Affaires étrangères de l'URSS, à l'Institut d'études orientales de l'Académie des sciences de l'URSS et à la bibliothèque VI Lénine.
Bientôt, Markizova épouse Erik Naumovich Komarov (1927-2013), un orientaliste et indologue qui occupe le poste d'attaché culturel soviétique en Inde en 1959-1961,,. La belle-mère de Markizova est l'architecte soviétique Lidiya Komarova. Avec son mari, Engelsina travaille en Inde et se retrouve en compagnie du Premier ministre Jawaharlal Nehru, ainsi que du premier secrétaire du Comité central du PCUS Nikita Khrouchtchev et de la ministre de la Culture de l'URSS Ekaterina Fourtseva, qui visite l'Inde, et dont les photographies sont publiées dans de nombreux journaux. De son mariage avec Komarov, en 1952, elle a  une fille, Lola Erikovna Komarova, qui deviendra plus tard une scientifique et psychologue russe. En 1989, Engelsina devient grand-mère : sa fille Lola donne naissance à un fils, Arseny Lopukhin.
Dans les années 1960, Engelsina se remarie avec l'orientaliste Marat Cheshkov, avec qui elle vit jusqu'à sa mort. De ce mariage naît un fils, Alexei. Vivant à Moscou avec son mari, son fils et d'autres parents, elle travaille à l'Institut d'études orientales en tant que candidate en sciences historiques (1974, thèse Relations Vietnam-Cambodgiennes dans la première moitié du XIXe siècle).
Elle a promis de raconter toute son histoire à son amie Lioudmila Alexeïeva, ce qu'Alexeïeva lui rappelle en 1976, lors de la préparation du magazine samizdat Mémoire. Markizova change ensuite d'avis, déclarant : « Ce n'est pas encore le moment. » Pendant la perestroïka, un journaliste allemand s'intéresse à l'histoire de Markizova. En juillet 1988, Engelsina accorde une interview à un correspondant du journal Trud.
Un film documentaire sur le destin de Markizova est également prévu, intitulé Staline et Gela, par le documentariste biélorusse Anatoly Alai, qui rencontre Cheshkova en 2004 et enregistre une interview de 10 minutes (à un autre endroit, Alai rapporte une interview de 40 minutes). Il y a un accord pour tourner un documentaire. Dans une interview avec Komsomolskaya Pravda v Belarusi, le réalisateur déclare : « Nous avons convenu qu'elle se reposerait, suivrait un traitement, puis nous commencerions sérieusement le tournage. » Selon Alay : « Elle voulait vraiment être encore plus belle à la télévision et est allée en Turquie pour bronzer. Ils l'ont trouvée immobile sur une chaise longue. ». Le 11 mai 2004, Markizova décède d'une crise cardiaque alors qu'elle est en vacances à Antalya, en Turquie avec son fils. Elle avait 75 ans. Le film Staline et Gelya est achevé après sa mort. Il est créé à partir de 40 minutes de séquences filmées spontanément et d'anciennes images des années 1950 retrouvées dans les archives par Alay.
Georgi Lavrov, qui a immortalisé l'image dans le marbre, est ensuite emprisonné pendant 17 ans dans les camps de travail de Staline.